# Norgesväldet

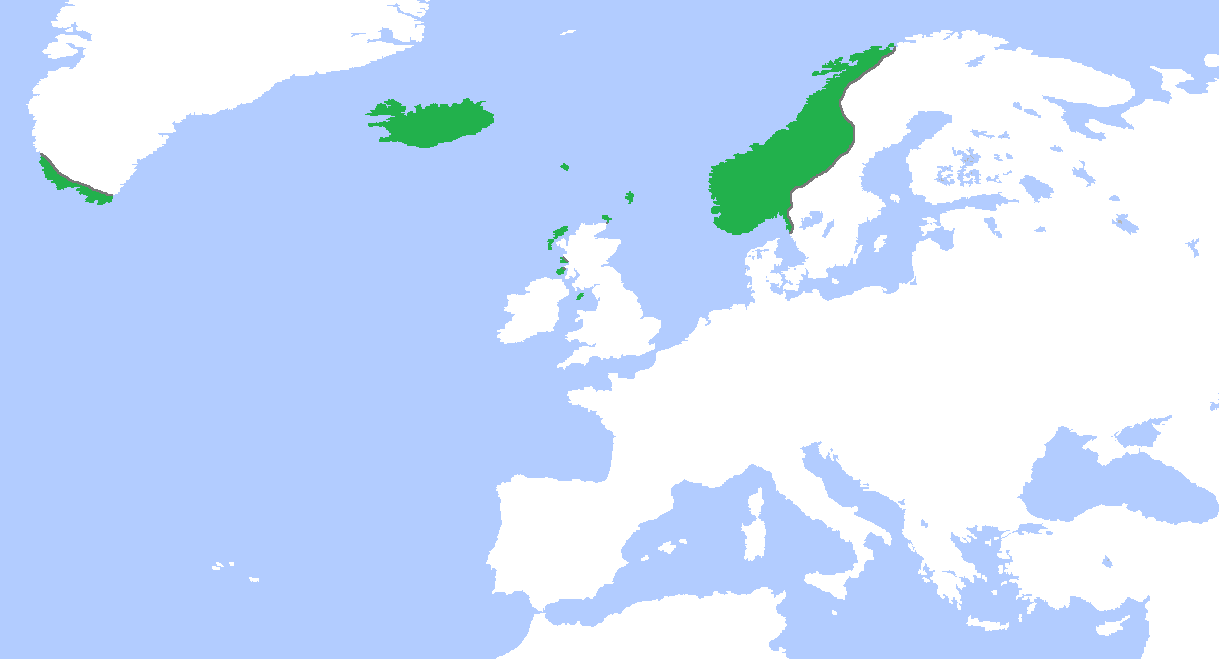
Kungariket Norges utsträckning runt 1265.

Norgesväldet (norska: Norgesveldet, nynorska: Noregsveldet) avser Norge under högmedeltiden, då landet var som störst. Från 872 utgjorde Norge ett kungarike. Förutom dagens Norge (undantag Finnmarken) omfattade det norska riket även öar i Västerhavet och Jämtland, Härjedalen, Bohuslän samt Idre och Särna socken i nuvarande Sverige. Öarna i Västerhavet som tillhörde Norge var:
- Shetlandsöarna
- Orkneyöarna
- Hebriderna
- Isle of Man
- Färöarna
- Grönland
- Island

### Fotnoter
1. ↑  Ben Cahoon. ”Norway” (på engelska). World Statesmen. http://www.worldstatesmen.org/Norway.htm. Läst 21 december 2017.